# Centropogon macbridei
Centropogon macbridei är en klockväxtart som beskrevs av Henry Allan Gleason. Centropogon macbridei ingår i släktet Centropogon och familjen klockväxter. Inga underarter finns listade i Catalogue of Life.